# Al-Shabab Kuwait
Al-Shabab Kuwait (en árabe: نادي الشباب الرياضي‎) es un equipo de fútbol de Kuwait que juega en la División Uno de Kuwait, la segunda categoría nacional.

## Historia
Fue fundado el 15 de octubre de 1963 en la ciudad de Al Ahmadi, y cuenta con varias temporadas en la Liga Premier de Kuwait, la primera de ellas la de 1975/76.

## Palmarés
- Kuwaiti Division One: 6

1974–75, 2001–02, 2007–08, 2010–11, 2017–18, 2022–2023